# Gino Severini
Gino Severini (Cortona, 7 de abril de 1883 - París, 26 de febrero de 1966) fue un pintor italiano y uno de los líderes del movimiento futurista. 

## Vida y obra
Gino Severini supo unir ciencia y arte, rigor constructivo y fantasía inventiva, consiguiendo la más completa felicidad expresiva cuando, entre los años 1910 y 1915, conectó los valores dinámicos del futurismo con los constructivos del cubismo.
Fue Giacomo Balla, en Roma, quien le introdujo en la pintura divisionista, tendencia que continuó en París a partir de 1906. Allí tuvo contacto con los principales pintores cubistas: Pablo Picasso, Georges Braque, Lino Enea Spilimbergo y Juan Gris, participando en el desarrolló de ese movimiento, llegando a teorizar incluso sobre él en su obra Del cubismo al clasicismo, de 1921.
En 1910 firmó el Manifiesto de la Pintura Futurista, consiguiendo que se adhirieran al mismo los pintores Umberto Boccioni y Carlo Carrá. En 1912 organizó la primera Muestra de los Futuristas.
Entre los años 1924 y 1934, tras una crisis religiosa, se dedicó a la pintura sacra, realizando numerosas obras para iglesias, sobre todo suizas.
Su obra es una visión caleidoscópica en la que se funde presente y pasado, espacio y tiempo, consiguiendo así una fiesta de luces y colores.